# 翟釗
翟 釗（てき しょう、拼音：Dí Zhāo、? - 393年）は、五胡十六国時代の、翟魏の初代天王翟遼の子で、第2代天王。後燕や東晋と戦ったが、後燕の慕容農に負けて国を失い、亡命先の西燕の慕容永に暗殺計画が露見して誅殺された。

## 生涯
父で初代天王の翟遼は翟斌（330年 - 384年）から続く、後燕から独立した丁零族の勢力を受け継いで翟魏を建国した。

### 即位前
387年1月、翟遼は翟釗に陳・潁を略奪させたが、豫州刺史の朱序が派遣した秦膺によって撃退された。
建光3年（390年）8月、劉牢之は翟釗を鄄城で撃ち、翟釗は河北に奔走した。

### 即位後
建光4年（391年）10月、父の翟遼が死去し、翟釗が代わって立ち、定鼎と改元した。
翟釗は後燕の鄴城を攻めたが、遼西王慕容農によって撃退された。定鼎2年（392年）2月、慕容垂は魯口から河間、渤海、平原に至った。翟釗は将の翟都を遣わして館陶を侵させ、蘇康塁に駐屯させた。3月、慕容垂が兵を率いて南方の翟釗を撃った。4月、翟都は南の滑台に奔ったが翟釗が滑台で慕容垂に討たれたので、黎陽に退いた。6月、慕容垂が黎陽津に到達して渡河しようとするのを、翟釗は南岸に列兵して拒んだ。そこで慕容垂は偽の兵を使って翟釗の注意を逸し、その隙に渡河を成功させた。これに気づいた翟釗は妻子と数百騎を連れて北の白鹿山に奔走した。慕容農は追撃して翟釗の衆を捕えたが、翟釗のみは単騎で西燕の長子の下へ奔走した。ここに翟魏は滅亡する。
1年余り後、翟釗は慕容永を殺そうと謀ったため、慕容永によって誅殺された。

## 参考資料
- 『魏書』列伝第83
- 『晋書』載記第23
- 『資治通鑑』巻第107、巻第108